# Dístrato (ort i Grekland, Nomós Ártas)
Dístrato är en ort i Grekland.   Den ligger i prefekturen Nomós Ártas och regionen Epirus, i den centrala delen av landet, 270 km nordväst om huvudstaden Aten. Dístrato ligger 334 meter över havet och antalet invånare är 151.
Terrängen runt Dístrato är kuperad åt sydost, men åt nordväst är den bergig. Runt Dístrato är det glesbefolkat, med 12 invånare per kvadratkilometer. Närmaste större samhälle är Arta, 15,8 km söder om Dístrato. I omgivningarna runt Dístrato växer i huvudsak blandskog.